# Microprocessori Intel
I microprocessori Intel hanno una quota di maggioranza significativa nel mercato dei microprocessori, al 2010 si stimava una presenza intorno all'80%.
Di seguito vengono elencati tutti i microprocessori progettati e messi in commercio da Intel nel corso degli anni, a incominciare dai primi anni settanta. Tra parentesi sono indicati i nomi in codice delle varie generazioni che si sono susseguite, o che sono già in avanzato stato di sviluppo, ma che mantengono lo stesso nome commerciale. È da tenere presente, inoltre, che alcuni processori hanno lo stesso nome in codice perché poggiano le loro basi su un progetto comune.

## Primi modelli a 4, 8, 16 bit

### Processori a 4 bit e a 8 bit
- 4004
- 4040
- 8008
- 8080
- 8085

### Processori a 16 bit: nasce l'architettura X86
- 8086
- 8088
- 80186
- 80188
- 80286

## Processori x86 a 32 bit: la piattaforma IA-32

### Processori dedicati a tutti i settori del mercato

#### La gamma 386
- 80386
  - 80386SX
  - 80386DX
  - 80386
  - 80386EX
  - 80386SL

#### La gamma 486
- 80486
  - 80486SX
  - 80486DX
  - 80486DX2
  - 80486DX4
  - 80486SL

### Processori dedicati al settore desktop

#### La gamma Pentium
- Pentium - (P5, P54, P54C)
- Pentium MMX - (P55C)
- Pentium II - (Klamath, Deschutes)

- Pentium III (Katmai, Coppermine, Tualatin)
- Pentium 4 - (Willamette, Northwood, Prescott, Cedar Mill)
- Pentium 4 Extreme Edition (alias Pentium 4 EE) - (Gallatin, Prescott)
- Pentium D - (Smithfield, Presler)
- Pentium Extreme Edition (alias Pentium X) - (Smithfield, Presler)

##### Versioni dedicate alla fascia economica del settore desktop
- Celeron - (Covington, Mendocino, Coppermine-128, Tualatin, Willamette, Northwood)
- Celeron D - (Prescott-V, Cedar Mill)

#### La gamma Core 2
- Core 2 Duo - (Conroe, Allendale, Wolfdale, Ridgefield)
- Core 2 Quad - (Kentsfield, Yorkfield)
- Core 2 Extreme - (Conroe, Kentsfield, Yorkfield)

##### Versioni dedicate alla fascia economica del settore desktop
- Pentium Dual Core - (Conroe-L, Wolfdale-L)
- Celeron (serie xxx) - (Conroe-L, Wolfdale-L)
- Celeron Dual Core - (Conroe-L, Wolfdale-L)

#### La gamma Core iX
A partire dal lancio dell'architettura Nehalem, Intel ha introdotto un numero progressivo per indicare la fascia di prestazioni di ciascuna famiglia delle proprie CPU. I processori vengono ancora commercializzati con il nome "Core" ma i suffissi "Duo" e "Quad" hanno lasciato il posto al più semplice "iX" dove la "X" è un numero crescente in maniera direttamente proporzionale alle prestazioni e funzionalità offerte dalla specifica famiglia di CPU. Tuttavia, alcuni core continuano a essere alla base di processori commercializzati con nomi differenti a seconda delle caratteristiche intrinseche di ciascun modello e quindi della fascia di mercato cui verrà destinato:
- Core i3 - (Clarkdale, Sandy Bridge, Ivy Bridge, Haswell, Skylake, Kaby Lake, Coffee Lake, Comet Lake, Rocket Lake, Alder Lake)
- Core i5 - (Lynnfield, Clarkdale, Sandy Bridge, Ivy Bridge, Haswell, Broadwell, Skylake, Kaby Lake, Coffee Lake, Comet Lake, Rocket Lake, Alder Lake)
- Core i7 - (Bloomfield, Lynnfield, Gulftown, Sandy Bridge, Ivy Bridge, Haswell, Broadwell, Skylake, Kaby Lake, Coffee Lake, Comet Lake, Rocket Lake, Alder Lake)
- Core i7 Extreme - (Bloomfield, Gulftown, Sandy Bridge-E, Ivy Bridge-E, Haswell-E, Broadwell-E, Skylake-X, Kaby Lake-E)
- Core i9 - (Coffee Lake Refresh, Comet Lake, Rocket Lake, Alder Lake)

### Processori dedicati al settore mobile

#### La gamma Pentium
- Mobile Pentium MMX - (Tillamook)
- Pentium II-M - (Tonga)
- Mobile Pentium II PE - (Dixon)
- Pentium III-M - (Tualatin)
- Pentium 4-M - (Northwood)
- Mobile Pentium 4 - (Northwood, Prescott)
- Pentium M - (Banias, Dothan)

#### La gamma Core
- Core Solo - (Yonah)
- Core Duo - (Yonah)

##### Versioni dedicate alla fascia economica del settore mobile
- Celeron M - (Banias-512, Dothan-1024, Yonah)

#### La gamma Core 2
- Core 2 Solo - (Merom, Penryn)
- Core 2 Duo - (Merom, Penryn)
- Core 2 Extreme - (Merom, Penryn)

#### La gamma Core iX
Al pari di quanto fatto nel settore desktop, anche nel settore mobile a partire dal lancio dell'architettura Nehalem, Intel ha introdotto un numero progressivo per indicare la fascia di prestazioni di ciascuna famiglia delle proprie CPU. I processori vengono commercializzati con il nome "Core" e il suffisso "iX" dove la "X" è un numero crescente in maniera direttamente proporzionale alle prestazioni e funzionalità offerte dalla specifica famiglia di CPU:
- Core i3 - (Arrandale, Sandy Bridge, Ivy Bridge, Haswell, Skylake, Kabylake)
- Core i5 - (Arrandale, Sandy Bridge, Ivy Bridge, Haswell, Skylake, Kabylake)
- Core i7 - (Arrandale, Clarksfield, Sandy Bridge, Ivy Bridge, Haswell, Skylake, Kabylake)
- Core i7 Extreme - (Clarksfield, Sandy Bridge-E, Ivy Bridge-E, Haswell-E, Skylake, Kabylake, Cannonlake)
- Core i9

### Processori dedicati al settore server e workstation

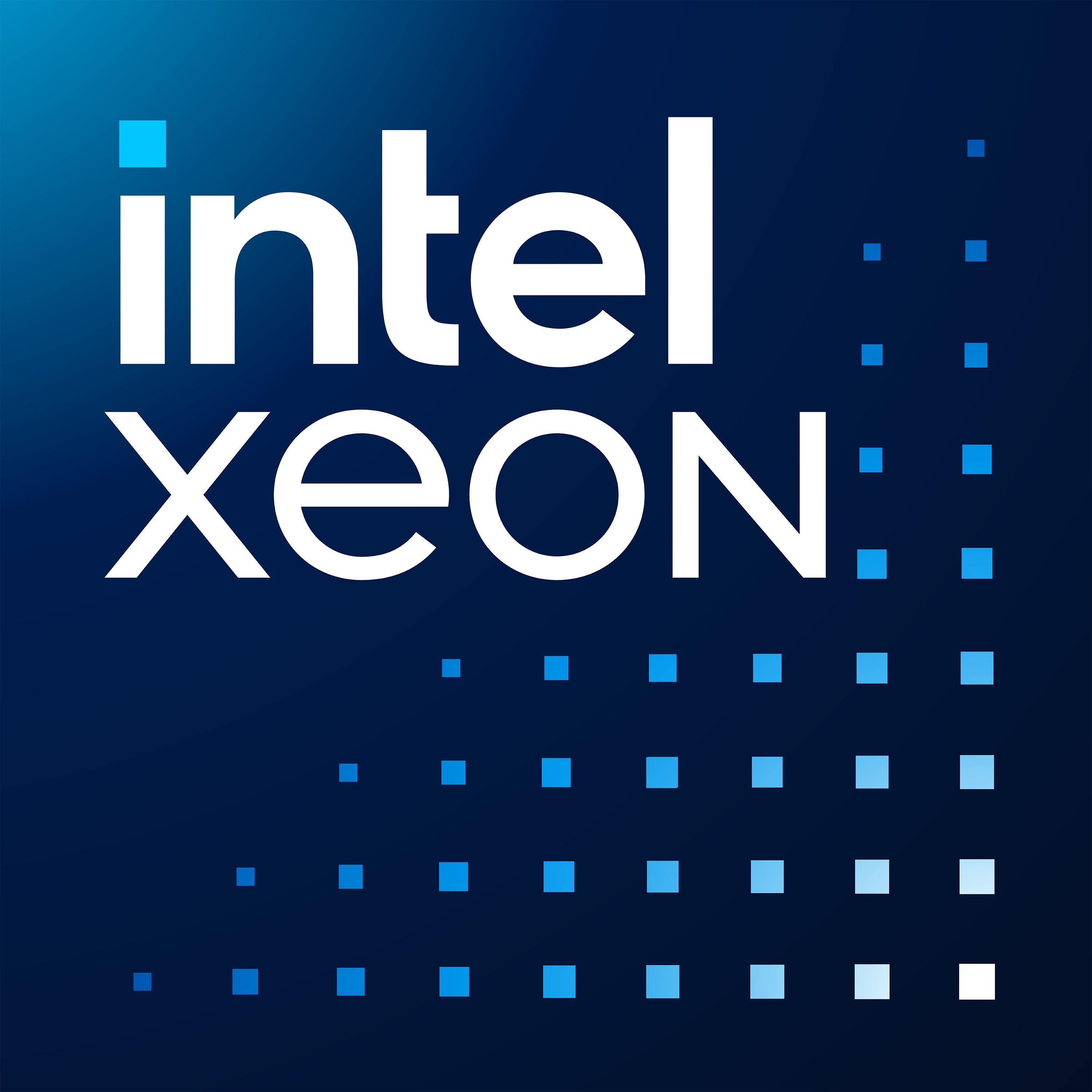

#### La gamma Pentium
- Pentium Pro - (P6)
- Pentium II Overdrive - (P6T)

#### La gamma Xeon
- Xeon
  - Pentium II Xeon - (Drake)
  - Pentium III Xeon - (Tanner, Cascades)
  - Xeon UP - (Conroe, Kentsfield, Wolfdale, Yorkfield, Bloomfield, Lynnfield)
  - Xeon DP - (Foster, Prestonia, Nocona, Irwindale, Paxville DP, Sossaman, Dempsey, Woodcrest, Clovertown, Wolfdale DP, Harpertown, Gainestown, Gulftown)
  - Xeon MP - (Foster, Gallatin, Potomac, Cranfords, Paxville, Tulsa, Tigerton, Dunnington, Beckton, Westmere-EX)

### Processori dedicati ai sistemi ultra portatili (UMPC e MID)
- A1x0 – Stealey*
- Atom - (Silverthorne, Lincroft, Medfield)

* Per la prima generazione di CPU espressamente pensate per il settore degli UMPC e MID Intel non ha creato un nome commerciale vero e proprio (sono stati presentati i modelli A100 e A110), quindi viene riportato solo il nome in codice del processore sviluppato

### Processori dedicati ai sistemi Netbook e Nettop (notebook e desktop pensati per la navigazione)
- Atom - (Diamondville, Pineview)

#### Versioni dedicate ai sistemi embedded
Per le CPU pensate per il settore dei sistemi embedded Intel non ha creato un nome commerciale; di seguito vengono quindi riportati direttamente i nomi in codice dei processori sviluppati:
- Shelton
- Tolapai

#### Versioni dedicate ai dispositivi di elettronica di consumo
Per le CPU pensate per il settore dispositivi di elettronica di consumo (televisori, lettori di supporti ottici, ecc.) Intel non ha creato un nome commerciale; di seguito vengono quindi riportati direttamente i nomi in codice dei processori sviluppati:
- Canmore
- Sodaville (chiamato anche San Onofre)

## Processori a 32 bit (non compatibili con x86)

### Processori dedicati a dispositivi palmari e smartphone
- iAPX 432
- i860 (80860)
- i960 (80960)
- XScale - (.., Bulverde*, Monahans*)

* Nel corso del 2006 Intel ha ceduto la propria divisione XScale a Marvell Technology Group la quale ha proseguito la commercializzazione del core Bulverde e lo sviluppo di Monahans che è poi arrivato sul mercato seppure senza il marchio Intel.

## Processori a 64 bit (non compatibili con x86): la piattaforma IA-64

### Processori dedicati al settore server e workstation
- Itanium - (Merced)
- Itanium 2 (dal 2008 è stato rinominato in Itanium) - (McKinley)
  - Itanium 2 DP - (Madison, Deerfield, Fanwood, Millington, Montvale, Dimona)
  - Itanium 2 MP - (Madison, Montecito, Montvale, Tukwila, Poulson, Kittson)

## Progetti sospesi o "congelati"
Nel corso degli anni è accaduto che alcuni progetti relativi a futuri processori venissero improvvisamente sospesi oppure dopo alcuni annunci preliminari non se ne è più saputo nulla.
- Nel 1999 Intel annunciò lo sviluppo di una CPU completamente innovativa, integrante 2 controller per la memoria e per la grafica, il progetto Timna, che però fu poi sospeso nel 2000 per ragioni sia commerciali (il costo delle memorie Rambus su cui si basava era sensibilmente più alto di quello di tecnologie concorrenti) sia tecniche (errori nella progettazione dell'architettura)[2]. In realtà il suo abbandono non fu mai annunciato ufficialmente[senza fonte] ma al momento dell'uscita del primo Pentium M si seppe che per questo progetto erano state sfruttate le tecniche di riduzione dei costi e delle richieste energetiche sviluppate per il progetto Timna.[3]
- Nel 2001 Intel annunciò lo sviluppo del core Nehalem, destinato ad essere uno dei nomi in codice più "abusati" da parte del produttore statunitense. Gli annunci, spesso contrastanti tra loro, su questo processore infatti si sono susseguiti fino al 2004 e poi non se ne è saputo più nulla fino al 2006 quando venne annunciata con questo nome la futura architettura di nona generazione: non più un singolo processore quindi, ma un'architettura completa che ha abbracciato tutti i settori di mercato a partire dalla fine del 2008.
- Nel 2004 invece, Intel annunciò ufficialmente l'interruzione dello sviluppo dei core Tejas e Jayhawk, per problemi di eccessiva dissipazione termica; essi erano inizialmente destinati a essere le evoluzioni del Pentium 4 Prescott e dello Xeon DP Nocona rispettivamente.
- Nel 2005 fu la volta del core Whitefield (a causa di motivi non meglio specificati) che era stato pensato per gli Xeon MP e che venne ufficialmente sostituito dal core Tigerton arrivato poi effettivamente sul mercato. In realtà pur essendo stato ufficialmente cancellato, il core Whitefield continuò ad essere presente nelle roadmap Intel per diverso tempo e non è escluso che il suo sviluppo fosse stato solo rimandato e non annullato completamente, sebbene il successivo passaggio di diversi anni senza nuove menzioni al riguardo hanno reso sempre più improbabile tale interpretazione.
- Sempre nel 2005 erano state pubblicate le prime informazioni riguardo al core Gilo come successore del core Merom, poi non si seppe più nulla fino al 2007 quando sembrava che il suo nome fosse stato "riciclato" per indicare il successore di Penryn che nel frattempo aveva preso il posto proprio di Gilo come successore ufficiale di Merom. Le ultime notizie di fine 2007 riguardo alle future CPU però, nuovamente non menzionavano più Gilo quindi, di fatto, non se ne sa più nulla, malgrado in alcune fonti sporadiche pare che fosse il cuore elaborativo dei core Havendale e Auburndale (a loro volta annullati) e che erano inizialmente attesi per la fine del 2009.
- Agli inizi del 2006 Intel decise che il nuovo processore chiamato ancora "Pentium" ma basato sull'architettura "Core" e commercializzato poi con il nome di "Pentium Dual Core" non avrebbe avuto un solo core, come originariamente previsto, ma due. Non è stato confermato ufficialmente ma probabilmente il progetto originario era basato sul core Millville il cui sviluppo è stato di conseguenza abbandonato.
- Più o meno contemporaneamente all'annuncio di Millville, venne nominato anche il progetto Perryville, che avrebbe dovuto essere un'evoluzione di tale core, costruito mediante un processo produttivo più avanzato e dotato di un quantitativo doppio di cache L2. Sebbene mai confermato da Intel, è probabile che l'abbandono del progetto Millville abbia poi di fatto influito, negativamente, anche sulla continuazione del progetto Perryville.
- A partire dal 2005 Intel ha portato avanti il progetto Terascale che è uno studio avanzato sulle tecnologie di calcolo parallelo pensato solo per scopi di sviluppo e non come futuro prodotto commerciale.
- Nel corso del 2006 vennero rese pubbliche alcune informazioni relative al processore Keifer, che nel 2010 sarebbe potuto diventare una CPU per il settore server da ben 32 core; successivamente Intel non ha più menzionato tale progetto che potrebbe essere stato abbandonato oppure essere servito solo per motivi di studio.
- A febbraio 2008 Intel ha annunciato che i core Havendale e Auburndale che dovevano essere i primi processori basati sull'architettura Nehalem ad integrare il comparto grafico non sarebbero stati presentati sul mercato, in favore dei progetti Clarkdale e Arrandale, analoghi nelle funzionalità ma basati sul nuovo processo produttivo a 32 nm e basati quindi sull'evoluzione dell'architettura Nehalem, conosciuta come Westmere.
- A maggio 2010 Intel ha cessato lo sviluppo del core Larrabee che sarebbe dovuto diventare un nuovo tipo di processore specificamente sviluppato, almeno inizialmente, per il settore del calcolo parallelo e realizzato attraverso l'impiego di un core grafico, ovvero una sorta di GPU, per poi venire proposto anche come scheda video discreta. Le motivazioni alla base della decisione dipendono dal fatto che l'azienda non è riuscita a raggiungere gli obiettivi che si era prefissata in termini di efficienza e di potenza elaborativa.

## Loghi

## Alcuni termini che si riferiscono ai processori Intel
- x86 si riferisce alla famiglia di processori compatibili con 8086
- 286 si riferisce al processore 80286
- 386 si riferisce al processore 80386
- 486 si riferisce al processore 80486
- Wintel è un termine che si usa per riferirsi ad un computer con processore Intel e sistema operativo Microsoft Windows
- Mactel da quando Apple è passata ad architettura Intel per i suoi prodotti, è stato coniato questo nuovo termine per riferirsi ad un computer prodotto da Apple, con processore Intel e sistema operativo macOS
- IA-32 (Architettura Intel – 32 bit) si riferisce ai processori Intel a 32 bit, che vanno dall'80386 al Pentium 4 con core Prescott serie 5x0.
- x86-64, x64, IA-32e, EM64T sono sinonimi che stanno ad indicare un'architettura a 64bit compatibile con quella a 32bit.
- IA-64 (Architettura Intel – 64 bit) si riferisce all'architettura progettata da Intel e Hewlett-Packard interamente a 64 bit, implementata solo nei processori Itanium e Itanium 2 per i server e le workstation ad alte prestazioni, e non compatibile (se non attraverso emulazioni) con la IA-32.